# Pseudophisma diatonica
Pseudophisma diatonica là một loài bướm đêm trong họ Noctuidae.